# أوليفيا فيفيان
أوليفيا فيفيان (بالإنجليزية: Olivia Vivian) هي لاعبة جمباز فني أسترالية، ولدت في 13 يوليو 1989 في برث في أستراليا.

## وصلات خارجية
- أوليفيا فيفيان على موقع الاتحاد الدولي للجمباز (biography) (الإنجليزية)
- أوليفيا فيفيان على موقع اللجنة الأولمبية الدولية (الإنجليزية)
- أوليفيا فيفيان على موقع أوليمبيديا (الإنجليزية)
- أوليفيا فيفيان على موقع اللجنة الأولمبية الأسترالية (الإنجليزية)
- أوليفيا فيفيان على موقع اتحاد ألعاب الكومنولث (مؤرشف) (الإنجليزية)